# 臺北市歷史建築列表
臺北市歷史建築是中華民國（臺灣）臺北市境内的歷史建築。本表表列原則如下：
1. 名稱依照中華民國行政院文化部文化資產局所登錄的名稱。

## 列表
| 名稱                                                                   | 照片                                            | 種類           | 創建年代                         | 公告日期                                                    | 地址 | 備註                                                                                               | 參考                                          |
| ---------------------------------------------------------------------- | ----------------------------------------------- | -------------- | -------------------------------- | ----------------------------------------------------------- | --- | -------------------------------------------------------------------------------------------------- | --------------------------------------------- |
| 臺北酒廠－四連棟                                                       |                                                 | 產業設施       | 1933年                           | 2003年3月17日                                               | 中正區八德路一段1號 | | （页面存档备份，存于）                        |
| 臺北酒廠－米酒作業廠                                                   |                                                 | 產業設施       | 1932年                           | 2003年3月17日                                               | 中正區八德路一段1號 | | （页面存档备份，存于）                        |
| 第一外科診所                                                           |                                                 | 醫院           | 1950年                           | 2003年5月5日                                                | 中正區開封街一段32號 | 開封街商業大樓1至3樓保留正立面牆                                                                   | （页面存档备份，存于）                        |
| 章太炎故居(臺北)                                                       |                                                 | 宅第           | 日治時期明治年間                 | 2003年11月12日登錄 2023年5月11日廢止                        | 萬華區廣州街123號 | | （页面存档备份，存于）                        |
| 四四南村                                                               |                                                 | 宅第           | 1948年                           | 2003年12月23日                                              | 信義區松勤街50號 | 松勤街與莊敬路交會區域內                                                                           | （页面存档备份，存于）                        |
| 梁實秋故居                                                             |                                                 | 宅第           | 昭和七年（1933年）               | 2003年12月24日                                              | 大安區雲和街11號 | | （页面存档备份，存于）                        |
| 公賣局球場                                                             |                                                 | 其他設施       | 1960年                           | 2003年12月24日                                              | 中正區南昌路一段10之1號 | 1961年啟用，1965年從露天籃球場改建為室內體育館。已改建拆除。2020年廢止登錄。                       | （页面存档备份，存于）                        |
| 松山菸廠─機器修理廠                                                    |                                                 | 產業設施       | 1939年                           | 2004年1月5日                                                | 信義區光復南路133號 | | （页面存档备份，存于）                        |
| 松山菸廠─檢查室                                                        |                                                 | 產業設施       | 1940年                           | 2004年1月5日                                                | 信義區光復南路133號 | | （页面存档备份，存于）                        |
| 松山菸廠－育嬰室                                                       |                                                 | 產業設施       | 1954年                           | 2004年1月5日                                                | 信義區光復南路133號 | | （页面存档备份，存于）                        |
| 中山橋                                                                 |                                                 | 橋樑           | 1930年                           | 2004年1月5日                                                | 中山區中山北路三段橫跨基隆河接中山北路四段 | 已拆卸，暫存再春游泳池舊址。                                                                       | （页面存档备份，存于）                        |
| 五分吊橋                                                               |                                                 | 橋樑           | 1918年                           | 2004年7月15日                                               | 內湖區安康路402號旁涵洞對面 | | （页面存档备份，存于）                        |
| 南港煙囪                                                               |                                                 | 產業           | 1959年                           | 2004年7月19日                                               | 南港區南港路二段51號 | 已拆為空地待開發                                                                                   | （页面存档备份，存于）                        |
| 劍潭寺                                                                 |                                                 | 寺廟           | 明鄭時期                         | 2004年7月19日                                               | 中山區北安路805巷6號 | 1937年遷建至今址                                                                                   | （页面存档备份，存于）                        |
| 農禪寺                                                                 |                                                 | 寺廟           | 1971年                           | 2004年7月19日                                               | 北投區八仙里大業路65巷89號 | | （页面存档备份，存于）                        |
| 齊東街53巷2號日式宿舍                                                  |                                                 | 宅第           | 1920－40年代                     | 2004年10月1日                                               | 中正區齊東街53巷2號 | | （页面存档备份，存于）                        |
| 齊東街53巷4號日式宿舍                                                  |                                                 | 宅第           | 1920－40年代                     | 2004年10月1日                                               | 中正區齊東街53巷4號 | | （页面存档备份，存于）                        |
| 齊東街53巷6號日式宿舍                                                  |                                                 | 宅第           | 1920－40年代                     | 2004年10月1日                                               | 中正區齊東街53巷6號 | | （页面存档备份，存于）                        |
| 齊東街53巷8號日式宿舍                                                  |                                                 | 宅第           | 1920－40年代                     | 2004年10月1日                                               | 中正區齊東街53巷8號 | | （页面存档备份，存于）                        |
| 齊東街53巷9號日式宿舍                                                  |                                                 | 宅第           | 1920－40年代                     | 2004年10月1日                                               | 中正區齊東街53巷9號 | 已改建                                                                                             | （页面存档备份，存于）                        |
| 齊東街53巷10號日式宿舍                                                 |                                                 | 宅第           | 1920－40年代                     | 2004年10月1日                                               | 中正區齊東街53巷10號 | | （页面存档备份，存于）                        |
| 齊東街53巷13號日式宿舍                                                 |                                                 | 宅第           | 1920－40年代                     | 2004年10月1日                                               | 中正區齊東街53巷13號 | 已拆除為綠地                                                                                       | （页面存档备份，存于）                        |
| 濟南路二段25、27號日式宿舍                                             |                                                 | 宅第           | 日治時期（1920－40年代）         | 2004年10月1日                                               | 中正區幸福里濟南路二段25、27號 | | （页面存档备份，存于） （页面存档备份，存于） |
| 汀州路台鐵舊宿舍                                                       |                                                 | 宅第           | 1962年                           | 2004年12月22日                                              | 中正區羅斯福路三段316巷9弄1、3、5、7號 | | （页面存档备份，存于）                        |
| 延平南路45號                                                           |                                                 | 宅第           | 1940年                           | 2004年12月30日                                              | 中正區延平南路45號 | | （页面存档备份，存于）                        |
| 十四份圳舊水閘門                                                       |                                                 | 堤閘           | 1907年                           | 2005年2月4日                                                | 內湖區大湖南端 | | （页面存档备份，存于）                        |
| 草山行館                                                               |                                                 | 宅第           | 1920年                           | 2005年3月15日                                               | 北投區湖底路89號 | | （页面存档备份，存于）                        |
| 大千百貨                                                               |                                                 | 其他設施       | 民國時期                         | 2005年7月22日                                               | 大同區延平北路2段3、5、7、9、11號 | | （页面存档备份，存于）                        |
| 迪化街一段155號                                                        |                                                 | 宅第           | 1850年代                         | 2005年7月25日                                               | 大同區迪化街一段155號 | | （页面存档备份，存于）                        |
| 革命實踐研究院院舍                                                     |                                                 | 其他           | 1953年                           | 2005年10月4日                                               | 文山區木柵路一段290號 | | （页面存档备份，存于）                        |
| 內湖路統制倉                                                           |                                                 | 其他設施       | 1939年                           | 2005年10月13日                                              | 內湖區文德段1小段86地號 | | （页面存档备份，存于）                        |
| 原內湖庄役場                                                           |                                                 | 辦公廳舍       | 1937年                           | 2005年10月13日                                              | 內湖區內湖路二段342-1號 | 已拆除。2020年廢止登錄。                                                                           | （页面存档备份，存于）                        |
| 艋舺王宅二進遺構                                                       |                                                 | 宅第           | 清嘉慶年間                       | 2006年1月16日                                               | 萬華區西昌街177號 | | （页面存档备份，存于）                        |
| 迪化街一段79號店屋                                                     |                                                 | 宅第           | 1922年                           | 2006年2月17日                                               | 大同區迪化街一段79號 | | （页面存档备份，存于）                        |
| 迪化街一段85號店屋                                                     |                                                 | 宅第           | 1910－1930年                     | 2006年2月17日                                               | 大同區迪化街一段85號 | | （页面存档备份，存于）                        |
| 迪化街一段174號店屋                                                    |                                                 | 宅第           | 1922年                           | 2006年2月17日                                               | 大同區迪化街一段174號 | | （页面存档备份，存于）                        |
| 迪化街一段178號店屋                                                    |                                                 | 宅第           | 1910－1930年                     | 2006年2月17日                                               | 大同區迪化街一段178號 | | （页面存档备份，存于）                        |
| 迪化街一段181號店屋                                                    |                                                 | 宅第           | 1910－1930年                     | 2006年2月17日                                               | 大同區迪化街一段181號 | | （页面存档备份，存于）                        |
| 迪化街一段183號店屋                                                    |                                                 | 宅第           | 1910－1930年                     | 2006年2月17日                                               | 大同區迪化街一段183號 | | （页面存档备份，存于）                        |
| 原專賣局臺北後站倉庫                                                   |                                                 | 產業設施       | 日治時期                         | 2006年2月20日                                               | 大同區承德路4號 | 曾作為公路局北站（後改國光客運公司），現拆除當停車場                                               | （页面存档备份，存于）                        |
| 西本願寺輪番所，遺跡（參道、本堂、御廟所）                             |                                                 | 寺廟           | 1924年                           | 2006年2月21日                                               | 萬華區中華路一段（長沙街二段與貴陽街二段間）之廣場用地                                                                                                | | （页面存档备份，存于）                        |
| 總督府山林課宿舍群－金山南路二段203巷19及21號                          |                                                 | 宅第           | 1932－1945年                     | 2006年3月31日                                               | 大安區金山南路二段203巷19及21號 | | （页面存档备份，存于）                        |
| 總督府山林課宿舍群－金山南路二段203巷23號                              |                                                 | 宅第           | 1932－1945年                     | 2006年3月31日                                               | 大安區金山南路二段203巷23號 | | （页面存档备份，存于）                        |
| 總督府山林課宿舍群－金山南路二段203巷28及30號                          |                                                 | 宅第           | 1932－1945年                     | 2006年3月31日                                               | 大安區金山南路二段203巷28及30號 | | （页面存档备份，存于）                        |
| 總督府山林課宿舍群－金山南路二段203巷34及36號                          |                                                 | 宅第           | 1932－1945年                     | 2006年3月31日                                               | 大安區金山南路二段203巷34及36號 | | （页面存档备份，存于）                        |
| 章嘉活佛舍利塔塔蹟                                                     |                                                 | 墓葬           | 1960年左右                       | 2006年5月17日                                               | 北投區奇岩路151號中和禪寺後方山坡 | | （页面存档备份，存于）                        |
| 波麗路餐廳（本店）                                                     |                                                 | 商店           | 1915年                           | 2006年5月17日。2018年9月6日公告擴大歷史建築本體範圍及住宅。 | 大同區民生西路314號 | 餐廳於1934年開業，1947年改裝。                                                                     | （页面存档备份，存于）                        |
| 迪化街一段67號店屋                                                     |                                                 | 宅第           | 1910－30年代                     | 2006年5月17日                                               | 大同區迪化街一段67號 | | （页面存档备份，存于）                        |
| 迪化街一段156號店屋                                                    |                                                 | 宅第           | 1851年                           | 2006年5月17日                                               | 大同區迪化街一段156號 | | （页面存档备份，存于）                        |
| 孫運璿濟南路寓所                                                       |                                                 | 宅第           | 1930年代                         | 2006年6月26日                                               | 中正區濟南路二段20號 | | （页面存档备份，存于）                        |
| 北投梅庭                                                               |                                                 | 宅第           | 1930年代                         | 2006年7月10日                                               | 北投區中山路6號 | | （页面存档备份，存于）                        |
| 前南菜園日式宿舍－南昌路二段2巷6、8號                                  |                                                 | 宅第           | 1910－30年代                     | 2006年7月25日                                               | 中正區南昌路2段2巷6、8號 | 2019年2月18日併入直轄市定古蹟「前南菜園日式宿舍」，然此項目並未廢止                                | （页面存档备份，存于）                        |
| 前南菜園日式宿舍－南昌段二段2巷10、12號                                |                                                 | 宅第           | 1910－30年代                     | 2006年7月25日                                               | 中正區南昌段2段2巷10、12號 | 2019年2月18日併入直轄市定古蹟「前南菜園日式宿舍」，然此項目並未廢止                                | （页面存档备份，存于）                        |
| 前南菜園日式宿舍                                                       |                                                 | 宅第           | 1910－30年代                     | 2006年7月25日                                               | 中正區牯嶺街81巷6、8號 | 2019年2月18日併入直轄市定古蹟「前南菜園日式宿舍」，然此項目並未廢止                                | （页面存档备份，存于）                        |
| 北投賴氏祖祠                                                           |                                                 | 祠堂           | 1915年                           | 2006年8月3日，2019年12月12日重新公告                        | 北投區文林北路221巷18-1號 | | （页面存档备份，存于）                        |
| 衡陽路54、56、58、60號店屋                                             |                                                 | 宅第           | 1912－1920年                     | 2006年8月15日                                               | 中正區衡陽路54號、56號、58號、60號 | | （页面存档备份，存于）                        |
| 太平町店屋-延平北路2段27號                                             |                                                 | 宅第           | 1930年左右                       | 2006年10月13日                                              | 大同區延平北路2段27號 | 臺灣民報舊址                                                                                       | （页面存档备份，存于）                        |
| 仁濟療養院                                                             |                                                 | 其他設施       | 1921年                           | 2006年10月30日                                              | 萬華區西園路二段42號 | | （页面存档备份，存于）                        |
| 下內埔營舍                                                             |                                                 | 其他設施       | 1950年代                         | 2006年10月30日                                              | 大安區辛亥路三段（復興南路與基隆路間）的和平國小用地範圍內                                                                                            | | （页面存档备份，存于）                        |
| 和平東路一段187號                                                      |                                                 | 宅第           | 1930年代                         | 2006年11月1日                                               | 大安區和平東路1段187號 | | （页面存档备份，存于）                        |
| 青田街7巷8號                                                           |                                                 | 宅第           | 1930年代                         | 2006年11月1日                                               | 大安區青田街7巷8號 | | （页面存档备份，存于）                        |
| 青田街8巷10號                                                          |                                                 | 宅第           | 1930年代                         | 2006年11月1日                                               | 大安區青田街8巷10號 | | （页面存档备份，存于）                        |
| 青田街9巷4號                                                           |                                                 | 宅第           | 1930年代                         | 2006年11月1日                                               | 大安區青田街9巷4號 | | （页面存档备份，存于）                        |
| 青田街9巷6號                                                           |                                                 | 宅第           | 1930年代                         | 2006年11月1日                                               | 大安區青田街9巷6號 | | （页面存档备份，存于）                        |
| 青田街9巷8號                                                           |                                                 | 宅第           | 1930年代                         | 2006年11月1日                                               | 大安區青田街9巷8號 | | （页面存档备份，存于）                        |
| 建國啤酒廠－釀造大樓                                                   |                                                 | 產業設施       | 1964年                           | 2006年11月23日                                              | 中山區八德路二段85號 | | （页面存档备份，存于）                        |
| 建國啤酒廠－儲酒室                                                     |                                                 | 產業設施       | 1955年                           | 2006年11月23日                                              | 中山區八德路二段85號 | | （页面存档备份，存于）                        |
| 建國啤酒廠－包裝工場                                                   |                                                 | 產業設施       | 1966年                           | 2006年11月23日                                              | 中山區八德路二段85號 | | （页面存档备份，存于）                        |
| 中山區新生北路三段62巷24號(前央行總裁宿舍)                             |                                                 | 宅第           | 1949年                           | 2006年12月5日，變更/修正2014年1月20日                       | 中山區新生北路三段62巷24號 | | （页面存档备份，存于）                        |
| 新生北路3段62巷25號(日軍高階官舍)                                      |                                                 | 宅第           | 1951年                           | 2006年12月5日                                               | 中山區新生北路三段62巷25號 | | （页面存档备份，存于）                        |
| 松山療養所所長宿舍                                                     |                                                 | 宅第           | 1936年                           | 2006年12月7日                                               | 南港區昆陽街164號 | | （页面存档备份，存于）                        |
| 錦町日式宿舍                                                           |                                                 | 宅第           | 1926年                           | 2006年12月7日                                               | 杭州南路二段67號 | | （页面存档备份，存于）                        |
| 大龍國小                                                               |                                                 | 其他設施       | 1933年                           | 2006年12月20日                                              | 大同區哈密街47號 | | （页面存档备份，存于）                        |
| 國立台灣藝術教育館                                                     |                                                 | 其他設施       | 1956年                           | 2006年12月20日                                              | 中正區南海路47號 | | （页面存档备份，存于）                        |
| 鐵路局局長宿舍                                                         |                                                 | 宅第           | 1932年                           | 2007年1月22日                                               | 大同區鄭州路38巷7號 | | （页面存档备份，存于）                        |
| 國立歷史博物館                                                         |                                                 | 其他設施       | 1955年                           | 2007年2月9日 2018年12月6日                                  | 中正區南海路49號 | 2018年12月6日變更範圍                                                                              | （页面存档备份，存于）                        |
| 獻堂館                                                                 |                                                 | 其他設施       | 1956年                           | 2007年2月9日                                                | 中正區南海路45號 | | （页面存档备份，存于）                        |
| 臺鐵舊宿舍─濟南路三段15號                                              |                                                 | 宅第           | 1920－1930年                     | 2007年2月27日，指定/登錄 2021年1月18日                      | 大安區濟南路三段15號 | | （页面存档备份，存于）                        |
| 臺鐵舊宿舍─臨沂街63巷19號                                              |                                                 | 宅第           | 1925－1932年                     | 2007年2月27日，指定/登錄 2021年1月18日                      | 中正區臨沂街63巷19號 | | （页面存档备份，存于）                        |
| 鐵路局機務段員工連棟宿舍－建國北路一段11巷10、12、14、16號             |                                                 | 宅第           | 1930年左右                       | 2007年2月27日，指定/登錄 2021年1月18日                      | 中山區建國北路一段11巷10、12、14、16號 | .                                                                                                  | （页面存档备份，存于）                        |
| 鐵路局機務段員工連棟宿舍－建國北路一段11巷5、7、9、11號                |                                                 | 宅第           | 1930年左右                       | 2007年2月27日                                               | 中山區建國北路一段11巷5、7、9、11號 | | （页面存档备份，存于）                        |
| 鐵路局機務段員工連棟宿舍－建國北路一段11巷18、20、22、24、26號         |                                                 | 宅第           | 1930年左右                       | 2007年2月27日                                               | 中山區建國北路一段11巷18、20、22、24、26號 | | （页面存档备份，存于）                        |
| 鐵路局機務段員工連棟宿舍－建國北路一段11巷13、15、17、19、21號         |                                                 | 宅第           | 1930年左右                       | 2007年2月27日                                               | 中山區建國北路一段11巷13、15、17、19、21號 | .                                                                                                  | （页面存档备份，存于）                        |
| 鐵路局機務段員工連棟宿舍－建國北路一段11巷28、30、32、34號             |                                                 | 宅第           | 1930年左右                       | 2007年2月27日                                               | 中山區建國北路一段11巷28、30、32、34號 | | （页面存档备份，存于）                        |
| 鐵路局機務段員工連棟宿舍－建國北路一段11巷36、38號                     |                                                 | 宅第           | 1930年左右                       | 2007年2月27日                                               | 中山區建國北路一段11巷36、38號 | | （页面存档备份，存于）                        |
| 鐵路局機務段員工連棟宿舍－建國北路一段11巷40、42、44、46號             |                                                 | 宅第           | 1930年左右                       | 2007年2月27日                                               | 中山區建國北路一段11巷40、42、44、46號 | .                                                                                                  | （页面存档备份，存于）                        |
| 鐵路局機務段員工連棟宿舍－建國北路一段11巷48、50、52、54號             |                                                 | 宅第           | 1930年左右                       | 2007年2月27日                                               | 中山區建國北路一段11巷48、50、52、54號 | | （页面存档备份，存于）                        |
| 鐵路局機務段員工連棟宿舍－建國北路一段11巷25、27、29號                 |                                                 | 宅第           | 1930年左右                       | 2007年2月27日                                               | 中山區建國北路一段11巷25、27、29號 | | （页面存档备份，存于）                        |
| 鐵路局機務段員工連棟宿舍－建國北路一段11巷31、33號                     |                                                 | 宅第           | 1930年左右                       | 2007年2月27日                                               | 中山區建國北路一段11巷31、33號 | | （页面存档备份，存于）                        |
| 鐵路局機務段員工連棟宿舍－建國北路一段11巷35、37、39、41號             |                                                 | 宅第           | 1930年左右                       | 2007年2月27日                                               | 中山區建國北路一段11巷35、37、39、41號 | | （页面存档备份，存于）                        |
| 鐵路局機務段員工連棟宿舍－建國北路一段11巷43、45、47號                 |                                                 | 宅第           | 1930年左右                       | 2007年2月27日                                               | 中山區建國北路一段11巷43、45、47號 | .                                                                                                  | （页面存档备份，存于）                        |
| 鐵路局機務段員工連棟宿舍－建國北路一段17巷8、10、12、14號              |                                                 | 宅第           | 1930年左右                       | 2007年2月27日                                               | 中山區建國北路一段17巷8、10、12、14號 | | （页面存档备份，存于）                        |
| 鐵路局機務段員工連棟宿舍－建國北路一段17巷16、18、20、22號             |                                                 | 宅第           | 1930年左右                       | 2007年2月27日                                               | 中山區建國北路一段17巷16、18、20、22號 | .                                                                                                  | （页面存档备份，存于）                        |
| 鐵路局機務段員工連棟宿舍－建國北路一段17巷1、3號                       |                                                 | 宅第           | 1930年左右                       | 2007年2月27日                                               | 中山區建國北路一段17巷1、3號 | | （页面存档备份，存于）                        |
| 海軍將官官舍                                                           |                                                 | 宅第           | 1940年左右                       | 2007年3月2日，變更/修正 2022年2月9日                        | 中正區泰安街1巷2、4及6號 | | （页面存档备份，存于）                        |
| 國立臺灣大學日式宿舍－和平東路一段183巷7弄6號                          |                                                 | 宅第           | 1930年代                         | 2007年3月27日                                               | 大安區和平東路一段183巷7弄6號 | | （页面存档备份，存于）                        |
| 國立臺灣大學日式宿舍－丁觀海、丁肇中寓所                               |                                                 | 宅第           | 1928年                           | 2007年3月27日                                               | 大安區泰順街33巷4號 | | （页面存档备份，存于）                        |
| 國立臺灣大學日式宿舍－銅山街4號                                        |                                                 | 宅第           | 日治時期                         | 2007年3月27日                                               | 中正區銅山街4號 | | （页面存档备份，存于）                        |
| 國立臺灣大學日式宿舍－方東美寓所                                       |                                                 | 宅第           | 1929年                           | 2007年3月27日                                               | 中正區牯嶺街60巷4號 | | （页面存档备份，存于）                        |
| 國立臺灣大學日式宿舍－新生南路一段97巷5號                              |                                                 | 宅第           | 日治時期                         | 2007年3月27日                                               | 大安區新生南路一段97巷5號 | | （页面存档备份，存于）                        |
| 漢口街二段125號店屋                                                    |                                                 | 宅第           | 1922－30年代                     | 2007年4月3日                                                | 萬華區漢口街二段125號 | | （页面存档备份，存于）                        |
| 迪化街一段278號店屋                                                    |                                                 | 宅第           | 1910年代                         | 2007年5月2日                                                | 大同區迪化街一段278號 | | （页面存档备份，存于）                        |
| 迪化街一段176號店屋                                                    |                                                 | 宅第           | 1910年代                         | 2007年5月2日                                                | 大同區迪化街一段176號 | | （页面存档备份，存于）                        |
| 迪化街一段200號店屋                                                    |                                                 | 宅第           | 1906年                           | 2007年5月24日                                               | 大同區迪化街一段200號 | | （页面存档备份，存于）                        |
| 錦町日式宿舍群                                                         |                                                 | 宅第           | 1932－1945年                     | 2007年5月30日                                               | 大安區金華街84及86號、金華街90號、杭州南路2段61巷33、35號、杭州南路2段61巷37、39號、杭州南路2段61巷43號、杭州南路2段61巷49、51號                      | | （页面存档备份，存于）                        |
| 幸町日式宿舍－臨沂街27巷1號                                            |                                                 | 宅第           | 日治時期                         | 2007年5月30日                                               | 中正區臨沂街27巷1號 | | （页面存档备份，存于）                        |
| 原周進春茶行（部分）                                                   |                                                 | 產業設施       | 1930年                           | 2007年6月6日                                                | 大同區迪化街一段72巷25號及西寧北路79-1號 | | （页面存档备份，存于）                        |
| 迪化街一段274號店屋                                                    |                                                 | 宅第           | 1929年                           | 2007年6月11日                                               | 大同區迪化街一段274號店屋 | | （页面存档备份，存于）                        |
| 黑美人大酒家 (All Beauty)                                              |                                                 | 其他設施       | 1930年                           | 2007年9月20日                                               | 大同區延平北路二段1、3號及南京西路195、195-1號 | | （页面存档备份，存于）                        |
| 陽明山美國在臺協會（原美援運用委員會）宿舍                             |                                                 | 宅第           | 1963年                           | 2007年9月28日                                               | 士林區中庸一路2、4號及中庸二路1、2、3、4、5、6、7、8、10及12號                                                                                        | | （页面存档备份，存于）                        |
| 山仔后前美軍宿舍                                                         |                                                 | 宅第           | 1950─1960年                      | 2007年9月28日                                               | 士林區愛富二街1號、愛富二街厚生巷2號、4號、愛富三街2號與4號、愛富三街長生巷1號與3號、2號與4號、5號與7號、6號與8號、9號與11號、13號與15號              | | （页面存档备份，存于）                        |
| 臺大農業陳列館                                                         |                                                 | 其他設施       | 1963年                           | 2007年10月9日                                               | 大安區羅斯福路四段1號 | | （页面存档备份，存于）                        |
| 原樟腦精製工場                                                         |                                                 | 產業設施       | 1918年                           | 2007年10月12日                                              | 中正區八德路一段1號 | | （页面存档备份，存于）                        |
| 金山南路一段30巷12號日式宿舍                                           |                                                 | 宅第           | 1920年－1940年                   | 2007年10月16日                                              | 中正區金山南路一段30巷12號 | | （页面存档备份，存于）                        |
| 國父史蹟館                                                             |                                                 | 其他設施       | 1900年                           | 2007年10月17日                                              | 中正區中山北路一段46號 | | （页面存档备份，存于）                        |
| 涼州街108號店屋                                                        |                                                 | 宅第           | 1925年                           | 2007年11月16日                                              | 大同區涼州街108號 | 1927年落成                                                                                         | （页面存档备份，存于）                        |
| 太平町店屋－延平北路二段79號                                           |                                                 | 宅第           | 1923年                           | 2007年12月31日                                              | 大同區延平北路2段79號 | | （页面存档备份，存于）                        |
| 杭州南路一段75號日式宿舍                                               |                                                 | 宅第           | 1940－1950年                     | 2008年3月25日                                               | 中正區杭州南路一段75號 | | （页面存档备份，存于）                        |
| 張協成石廠                                                             |                                                 | 宅第           | 1904年                           | 2008年4月15日                                               | 大同區迪化街一段282號 | | （页面存档备份，存于）                        |
| 舊總督府第二師範學校小使室及便所 （國立臺北教育大學舊琴房）            |                                                 | 其他設施       | 1927年左右                       | 2008年5月27日                                               | 大安區和平東路二段134號 | | （页面存档备份，存于）                        |
| 迪化街一段202號店屋                                                    |                                                 | 宅第           | 1908年                           | 2008年6月23日                                               | 大同區迪化街一段202號 | | （页面存档备份，存于）                        |
| 泰興漆行                                                               |                                                 | 宅第           | 1907年以前                       | 2008年6月25日                                               | 大同區迪化街一段227號暨安西街70號 | | （页面存档备份，存于）                        |
| 安西街周宅                                                             |                                                 | 宅第           | 1922年以前                       | 2008年8月8日                                                | 大同區安西街1巷5號 | | （页面存档备份，存于）                        |
| 賴氏萬壽塔                                                             |                                                 | 墓葬           | 1940年                           | 2008年9月15日                                               | 文山區興隆路二段203巷底 | | （页面存档备份，存于）                        |
| 迪化街一段198號店屋                                                    |                                                 | 宅第           | 1922年                           | 2008年9月17日                                               | 大同區迪化街一段198號 | | （页面存档备份，存于）                        |
| 六館街尾洋式店屋                                                       |                                                 | 其他設施       | 1910年                           | 2008年9月17日                                               | 大同區南京西路241、243、245、247、 249、251號 | | （页面存档备份，存于）                        |
| 延平北路一段149及151號店屋（太和堂藥房）                               |                                                 | 宅第           | 1910年以前                       | 2008年9月23日                                               | 大同區延平北路一段149及151號 | | （页面存档备份，存于）                        |
| 松山機場第一航廈                                                       |                                                 | 航空站         | 1963年                           | 2008年12月31日                                              | 松山區敦化北路340之9號 | | （页面存档备份，存于）                        |
| 迪化街一段207號店屋（原廣和堂藥舖）                                    |                                                 | 宅第           | 1922年                           | 2009年1月7日                                                | 大同區迪化街一段207號 | 現為迪化207博物館                                                                                  | （页面存档备份，存于）                        |
| 迪化街一段186號店屋                                                    |                                                 | 宅第           | 1922年                           | 2009年1月7日                                                | 大同區迪化街一段186號店屋 | | （页面存档备份，存于）                        |
| 清代機器局第一號工場遺構                                               |                                                 | 產業設施       | 1889年                           | 2009年2月5日                                                | 大同區塔城街西側與鄭州街交叉口 | | （页面存档备份，存于）                        |
| 迪化街一段13號店屋                                                     |                                                 | 宅第           | 1947年                           | 2009年2月23日                                               | 大同區迪化街一段13號 | | （页面存档备份，存于）                        |
| 南京西路237號暨迪化街一段2、4、6號店屋                                 |                                                 | 宅第           | 1951年                           | 2009年2月7日，變更/修正 2020年5月4日                        | 大同區南京西路237號暨迪化街一段2、4、6號 | | （页面存档备份，存于）                        |
| 太原五百完人紀念建築群                                                 |                                                 | 祠堂           | 1951年落成                       | 2009年3月26日                                               | 中山區中山北路四段11巷（圓山山腳下） | | （页面存档备份，存于）                        |
| 保安街84號順天外科醫院                                                 |                                                 | 宅第           | 1921年                           | 2009年4月30日                                               | 大同區保安街84號 | | （页面存档备份，存于）                        |
| 竹子湖蓬萊米原種田事務所                                               |                                                 | 其他設施       | 1928年                           | 2009年6月25日                                               | 北投區竹子湖路15之1號 | | （页面存档备份，存于）                        |
| 十字軒糕餅舖                                                           |                                                 | 宅第           | 1922年                           | 2009年7月21日                                               | 大同區延平北路二段66、68號 | | （页面存档备份，存于）                        |
| 國立教育廣播電台                                                       |                                                 | 其他設施       | 1963年                           | 2009年12月9日                                               | 中正區南海路41號 | | （页面存档备份，存于）                        |
| 太平町店屋－延平北路二段25號                                           |                                                 | 店屋           | 1922年                           | 2009年12月9日                                               | 大同區延平北路二段25號 | | （页面存档备份，存于）                        |
| 臺北市福景宮                                                           |                                                 | 寺廟           | 日治時期大正年間                 | 2010年2月2日                                                | 大安區光復南路698號 | 1952年重建                                                                                         | （页面存档备份，存于）                        |
| 剝皮寮歷史建築群                                                       |                                                 | 宅第           | 清治－日治時期                   | 2010年3月29日                                               | 萬華區北鄰老松國小南校舍、西接康定路、南面廣州街、東至昆明街所圍成之街廓                                                                              | | （页面存档备份，存于）                        |
| 迪化街一段192號店屋                                                    |                                                 | 宅第           | 1860－1875年                     | 2010年6月25日                                               | 大同區迪化街一段192號 | | （页面存档备份，存于）                        |
| 鐵路局北淡線（圓山站）宿舍                                             |                                                 | 宅第           | 1900年左右                       | 2010年10月8日                                               | 大同區酒泉街9巷13號 | | （页面存档备份，存于）                        |
| 蔡合源宅第                                                             |                                                 | 宅第           | 1946年                           | 2010年10月19日                                              | 大同區承德路一段72號 | | （页面存档备份，存于）                        |
| 蒲添生故居                                                             |                                                 | 宅第           | 日治時期                         | 2010年10月29日                                              | 中正區林森北路9巷16號 | | （页面存档备份，存于）                        |
| 有記茶行                                                               |                                                 | 產業設施       | 1922年                           | 2010年12月3日                                               | 大同區重慶北路二段64巷26號 | | （页面存档备份，存于）                        |
| 西寧南路14-3號店屋                                                     |                                                 | 宅第           | 1956年                           | 2011年1月5日                                                | 萬華區西寧南路14-3號 | | （页面存档备份，存于）                        |
| 迪化街一段96號店屋                                                     |                                                 | 宅第           | 日治時期大正年間                 | 2011年2月23日                                               | 大同區迪化街一段96號 | | （页面存档备份，存于）                        |
| 一號糧倉                                                               |                                                 | 產業設施       | 日治時期                         | 2011年4月28日                                               | 松山區八德路二段346巷3弄2號 | | （页面存档备份，存于）                        |
| 延平北路二段56、58號店屋                                               |                                                 | 宅第           | 1932年                           | 2011年6月21日                                               | 大同區延平北路二段56、58號 | | （页面存档备份，存于）                        |
| 明石元二郎墓鳥居及鎌田正威鳥居                                         |                                                 | 牌坊           | 1919及1935年                     | 2011年8月30日                                               | 中山區林森公園內 | | （页面存档备份，存于）                        |
| 明星咖啡館                                                             |                                                 | 店屋           | 二次大戰後期                     | 2012年1月9日                                                | 中正區武昌街一段5、7號 | | （页面存档备份，存于）                        |
| 迪化街一段248號                                                        |                                                 | 宅第           | 1920年代                         | 2012年3月1日                                                | 大同區迪化街一段248號 | | （页面存档备份，存于）                        |
| 三井物產株式會社舊倉庫                                                 |                                                 | 產業設施       | 1912年－1926年                   | 2012年5月7日                                                | 中正區忠孝西路一段265號 | | （页面存档备份，存于）                        |
| 迪化街一段308號店屋（明善堂）                                          |                                                 | 宅第           | 清末                             | 2012年5月8日                                                | 大同區迪化街一段308號 | | （页面存档备份，存于）                        |
| 蔣渭水墓園                                                             |                                                 | 墓葬           | 1952年                           | 2012年6月1日                                                | 信義區六張犁崇德街底大安第六公墓 | | （页面存档备份，存于）                        |
| 日新國民小學（原日新公學校）紅樓                                       |                                                 | 書院           | 1921年左右                       | 2012年6月12日                                               | 大同區太原路151號 | | （页面存档备份，存于）                        |
| 南京西路255號店屋                                                      |                                                 | 宅第           | 1910年代                         | 2012年8月8日                                                | 大同區南京西路255號 | | （页面存档备份，存于）                        |
| 延平北路二段45號店屋                                                   |                                                 | 宅第           | 1910年代                         | 2012年8月17日                                               | 大同區延平北路二段45號 | | （页面存档备份，存于）                        |
| 原辰馬商會本町店鋪（彰化銀行臺北分行）                                 |                                                 | 宅第           | 1929年                           | 2012年10月29日                                              | 中正區重慶南路一段25、27號 | | （页面存档备份，存于）                        |
| 峰圃茶莊                                                               |                                                 | 宅第           | 1929年                           | 2012年10月29日                                              | 中正區重慶南路一段35號 | | （页面存档备份，存于）                        |
| 林安泰古厝                                                             |                                                 | 宅第           | 1783年                           | 2012年10月31日                                              | 中山區濱江街5號 | | （页面存档备份，存于）                        |
| 臺灣大學公共宿舍                                                       |                                                 | 宅第           | 1931年                           | 2012年11月1日                                               | 大安區和平東路一段248巷8號、10號 | | （页面存档备份，存于）                        |
| 臺灣省農業試驗所分所長宿舍                                             | [[File:臺灣省農業試驗所分所長宿舍2.jpg\|100px\| | 宅第           | 日治時期昭和年間（1940－1943年） | 2012年11月7日                                               | 士林區格致路70號 | | （页面存档备份，存于）                        |
| 西寧北路65、67號店屋                                                   |                                                 | 宅第           | 1939年                           | 2013年3月26日                                               | 大同區西寧北路65、67號 | | （页面存档备份，存于）                        |
| 國立中央圖書館舊址                                                     |                                                 | 衙署           | 1928年                           | 2013年6月11日                                               | 中正區南海路43號 | | （页面存档备份，存于）                        |
| 迪化街一段90號店屋                                                     |                                                 | 宅第           | 1921年                           | 2013年8月30日                                               | 大同區迪化街一段90號 | | （页面存档备份，存于）                        |
| 民樂街4、6、8號、永昌街1號暨民生西路362巷33號店屋                      |                                                 | 宅第           | 1954年                           | 2013年10月18日                                              | 大同區民樂街4、6、8號、永昌街1號暨民生西路362巷33號                                                                                                   | | （页面存档备份，存于）                        |
| 青邨國建館                                                             |                                                 | 衙署           | 1970年代                         | 2013年11月20日                                              | 北投區陽明路二段15號 | | （页面存档备份，存于）                        |
| 青邨圓講堂                                                             |                                                 | 衙署           | 1970年代                         | 2013年11月20日                                              | 北投區陽明路二段15號 | | （页面存档备份，存于）                        |
| 陽明山美軍福利社                                                       |                                                 | 產業設施       | 1950－60年代                     | 2013年11月27日                                              | 士林區長春街6巷2號 | | （页面存档备份，存于）                        |
| 陽明山美軍俱樂部                                                       |                                                 | 產業設施       | 1950－60年代                     | 2013年11月27日                                              | 士林區凱旋路49號 | | （页面存档备份，存于）                        |
| 原臺北刑務所官舍                                                       |                                                 | 宅第           | 日治時期昭和年間                 | 2013年12月3日                                               | 大安區金華街135號等19戶門牌地址及愛國東路3號 | | （页面存档备份，存于）                        |
| 原警察局中正二分局（牯嶺街小劇場）                                     |                                                 | 衙署           | 1954年                           | 2014年4月8日                                                | 中正區牯嶺街5巷2號 | | （页面存档备份，存于）                        |
| 圓山坑道                                                               |                                                 | 關塞           | 1950年左右                       | 2014年4月15日                                               | 中山區中山北路三段66號 | | （页面存档备份，存于）                        |
| 國立臺灣大學日式宿舍－大安區瑞安街264巷16、18號                        |                                                 | 宅第           | 1937年                           | 2014年4月21日                                               | 大安區瑞安街264巷16號 | | （页面存档备份，存于）                        |
| 延平北路2段241號店屋                                                   |                                                 | 宅第           | 1934年                           | 2014年4月28日                                               | 大同區延平北路2段241號 | | （页面存档备份，存于）                        |
| 延平北路2段171號店屋（廬山軒）                                         |                                                 | 宅第           | 1923年                           | 2014年6月6日                                                | 大同區延平北路2段171號 | | （页面存档备份，存于）                        |
| 革命實踐研究院司令臺                                                   |                                                 | 其他設施       | 1953年                           | 2014年6月19日                                               | 文山區木柵路一段321號 | | （页面存档备份，存于）                        |
| 延平北路2段54號店屋                                                    |                                                 | 宅第           | 1932年                           | 2014年7月14日                                               | 大同區延平北路2段54號 | | （页面存档备份，存于）                        |
| 菁山路72巷20弄6號（巫雲山莊）                                          |                                                 | 宅第           | 1927年                           | 2014年7月14日                                               | 士林區菁山路72巷20弄6號 | | （页面存档备份，存于）                        |
| 龍口町塵芥燒却場                                                       |                                                 | 產業設施       | 1932年                           | 2014年8月22日                                               | 中正區和平西路二段104巷內 | | （页面存档备份，存于）                        |
| 迪化街一段142號店屋                                                    |                                                 | 宅第           | 1919年                           | 2014年10月17日                                              | 大同區迪化街一段142號 | | （页面存档备份，存于）                        |
| 迪化街一段235、237號店屋                                               |                                                 | 宅第           | 1919年                           | 2014年11月6日                                               | 大同區迪化街一段235、237號 | | （页面存档备份，存于）                        |
| 青雲閣                                                                 |                                                 | 宅第           | 日治時期                         | 2014年11月6日                                               | 萬華區環河南路二段5巷6弄20號 | | （页面存档备份，存于）                        |
| 原建成區公所廳舍                                                       |                                                 | 衙署           | 1950年                           | 2014年11月12日                                              | 大同區承德路一段80號 | | （页面存档备份，存于）                        |
| 迪化街一段17號及南京西路233巷16號店屋                                  |                                                 | 宅第           | 1880年代                         | 2015年1月16日                                               | 大同區迪化街1段17號及南京西路233巷16號 | | （页面存档备份，存于）                        |
| 南港瓶蓋工廠                                                           |                                                 | 產業設施       | 1943年                           | 2015年4月29日                                               | 南港區南港路二段13號 | G棟(辦公廳)光復後東側增建部分遭到拆除                                                              | （页面存档备份，存于）                        |
| 延平北路二段13號店屋                                                   |                                                 | 宅第           | 1939年                           | 2015年6月12日                                               | 大同區延平北路二段13號 | | （页面存档备份，存于）                        |
| 草山派出所                                                             |                                                 | 衙署           | 1934年                           | 2015年6月22日                                               | 士林區陽明路一段66號 | | （页面存档备份，存于）                        |
| 國立臺灣大學機械工程館                                                 |                                                 | 學校           | 1943年                           | 2015年6月23日                                               | 大安區羅斯福路四段1號 | | （页面存档备份，存于）                        |
| 南港衛生大樓                                                           |                                                 | 衙署           | 1965年                           | 2015年2月26日                                               | 南港區昆陽街161號 | | （页面存档备份，存于）                        |
| 永昌街7號店屋                                                          |                                                 | 宅第           | 1945年                           | 2015年1月23日                                               | 大同區永昌街7號 | | （页面存档备份，存于）                        |
| 舊廈門街派出所（川端町派出所）                                         |                                                 | 衙署           | 1930年代                         | 2015年7月13日                                               | 中正區廈門街94號 | | （页面存档备份，存于）                        |
| 羅友倫故居                                                             |                                                 | 宅第           | 1960年代                         | 2015年7月16日                                               | 士林區中山北路7段81巷45號 | | （页面存档备份，存于）                        |
| 李鎮源故居                                                             |                                                 | 宅第           | 日治時期                         | 2015年8月17日                                               | 中正區紹興南街32巷2號 | | （页面存档备份，存于）                        |
| 嘉禾新村－永春街131巷1號、永春街131巷5號、永春街131巷3弄4號及防空洞    |                                                 | 宅第、其他設施 | 1920年代                         | 2015年8月17日                                               | 中正區永春街131巷1號、5號等 | | （页面存档备份，存于）                        |
| 美援宿舍群（長安東路2段155號、157號、159號，龍江路46巷6號、8號、10號） |                                                 | 宅第           | 1953年                           | 2015年8月31日                                               | 中山區長安東路2段155號、157號、159號，龍江路46巷6號、8號、10號                                                                                        | | （页面存档备份，存于）                        |
| 美援宿舍群（松江路85巷4號）                                            |                                                 | 宅第           | 1953年                           | 2015年8月31日                                               | 中山區松江路85巷4號 | | （页面存档备份，存于）                        |
| 中正橋（川端橋）                                                       |                                                 | 橋梁           | 1937年                           | 2015年9月1日                                                | 中正區重慶南路三段及新北市永和區永和路二段銜接之橋體                                                                                                  | | （页面存档备份，存于）                        |
| 空軍總司令部舊址                                                       |                                                 | 衙署           | 1939年                           | 2015年9月14日                                               | 大安區仁愛路3段55號 | | （页面存档备份，存于）                        |
| 楊氏古厝及古井                                                         |                                                 | 宅第           | 日治時期                         | 2015年9月22日                                               | 萬華區長泰街179巷5弄5號 | | （页面存档备份，存于）                        |
| 月涵堂                                                                 |                                                 | 書院           | 1960年代                         | 2015年10月7日                                               | 大安區金華街110號 | | （页面存档备份，存于）                        |
| 延平北路二段210巷5號店屋                                               |                                                 | 宅第           | 1952年                           | 2015年10月7日                                               | 大同區延平北路二段210巷5號 | | （页面存档备份，存于）                        |
| 民樂街12號店屋                                                         |                                                 | 宅第           | 1920年代                         | 2015年10月15日                                              | 大同區民樂街12號 | | （页面存档备份，存于）                        |
| 岩山新村                                                               |                                                 | 宅第           | 1950年代                         | 2015年10月27日                                              | 士林區芝玉路一段79巷2號、4號、10號 | | （页面存档备份，存于）                        |
| 延平北路二段117號店屋                                                  |                                                 | 宅第           | 1880年代                         | 2015年10月28日                                              | 大同區延平北路二段117號 | | （页面存档备份，存于）                        |
| 景美福興宮                                                             |                                                 | 寺廟           | 1859年                           | 2015年11月18日，2020年5月11日重新公告                       | 文山區福興路5號 | | （页面存档备份，存于）                        |
| 迪化街一段339號店屋                                                    |                                                 | 宅第           | 1919年                           | 2015年12月21日                                              | 大同區迪化街一段339號 | | （页面存档备份，存于）                        |
| 北投磺田福佑宮                                                         |                                                 | 寺廟           | 光緒年間                         | 2015年12月30日                                              | 北投區大業路667巷8號 | | （页面存档备份，存于）                        |
| 原下奎府町郵便局                                                       |                                                 | 衙署           | 1926年                           | 2015年12月31日                                              | 大同區南京西路105號 | | （页面存档备份，存于）                        |
| 民生西路333號及延平北路二段111、113、115號店屋                         |                                                 | 宅第           | 1920年代                         | 2016年1月29日                                               | 大同區民生西路333號及延平北路二段111、113、115號 | | （页面存档备份，存于）                        |
| 迪化街一段46巷16號店屋                                                 |                                                 | 宅第           | 1925年                           | 2016年1月30日                                               | 大同區迪化街一段46巷16號 | | （页面存档备份，存于）                        |
| 大稻埕葉晋發商號                                                       |                                                 | 宅第           | 日治初期                         | 2016年3月1日                                                | 大同區迪化街一段296號 | | （页面存档备份，存于）                        |
| 西寧北路86巷8、12、14號店屋                                            |                                                 | 宅第           | 日治時期                         | 2016年3月23日                                               | 大同區西寧北路86巷8、12、14號 | | （页面存档备份，存于）                        |
| 延平北路一段147號店屋                                                  |                                                 | 宅第           | 1922年                           | 2016年4月15日                                               | 大同區延平北路一段147號 | | （页面存档备份，存于）                        |
| 北投陳江墓園                                                           |                                                 | 墓葬           | 1786年                           | 2016年4月15日                                               | 北投區中和街458巷底 | | （页面存档备份，存于）                        |
| 內湖葫蘆洲吊橋橋墩                                                     |                                                 | 橋樑           | 1930年                           | 2016年5月19日                                               | 內湖區潭美段一小段0889-0000地號南側毗鄰行水區 | | （页面存档备份，存于）                        |
| 社子島玄安宮                                                           |                                                 | 寺廟           | 清治時期                         | 2016年5月30日                                               | 士林區延平北路七段90號 | | （页面存档备份，存于）                        |
| 社子島燕樓李家                                                         |                                                 | 宅第           | 清治時期                         | 2016年6月3日                                                | 士林區延平北路七段63巷12弄2號 | | （页面存档备份，存于）                        |
| 社子島李忠記宅                                                         |                                                 | 宅第           | 日治時期                         | 2016年6月6日                                                | 士林區延平北路九段86號 | | （页面存档备份，存于）                        |
| 社子島浮洲王宅                                                         |                                                 | 宅第           | 日治時期                         | 2016年6月24日                                               | 士林區延平北路八段2巷206弄1號 | | （页面存档备份，存于）                        |
| 社子島李和興宅                                                         |                                                 | 宅第           | 日治時期                         | 2016年6月30日                                               | 士林區延平北路八段133巷11號與19號 | | （页面存档备份，存于）                        |
| 張學良故居                                                             |                                                 | 宅第           | 1960年                           | 2016年8月8日                                                | 北投區復興三路70號 | | （页面存档备份，存于）                        |
| 林華泰茶行                                                             |                                                 | 宅第           | 1966年                           | 2016年8月22日                                               | 大同區重慶北路二段193、193-1、195、195-1號 | | （页面存档备份，存于）                        |
| 西寧北路29、31號店屋                                                   |                                                 | 宅第           | 1936年                           | 2016年8月31日                                               | 大同區西寧北路29、31號 | | （页面存档备份，存于）                        |
| 青草巷歷史建築群                                                       |                                                 | 宅第           | 日治時期                         | 2015年8月24日                                               | 萬華區西昌街220號、224巷3、5、7、9、11、13、15號 | | （页面存档备份，存于）                        |
| 紹興北街31巷53號（糧食局倉庫）                                         |                                                 | 其他設施       | 1959年                           | 2016年12月30日                                              | 中正區紹興北街31巷53號 | | （页面存档备份，存于）                        |
| 七虎籃球場                                                             |                                                 | 其他設施       | 1951年                           | 2017年2月20日                                               | 北投區育仁路106號，薇閣小學後及磺港溪堤防邊 | | （页面存档备份，存于）                        |
| 日軍震洋特攻隊格納壕                                                   |                                                 | 其他設施       | 1940年代                         | 2017年3月17日                                               | 北投區關渡宮後方河濱公園旁，洞口前為知行路河濱段 | | （页面存档备份，存于）                        |
| 延平北路二段134號店屋                                                  |                                                 | 宅第           | 1880年代                         | 2017年3月17日                                               | 大同區延平北路二段134號 | | （页面存档备份，存于）                        |
| 士林公會堂                                                             |                                                 | 其他設施       | 1920年代                         | 2017年4月5日                                                | 士林區大東路165號 | | （页面存档备份，存于）                        |
| 濟南路三段50號                                                         |                                                 | 宅第           | 1955年                           | 2017年4月24日                                               | 大安區濟南路三段50號 | | （页面存档备份，存于）                        |
| 臺大醫院舊館西址鍋爐室〈含洗衣房及煙囪〉                               |                                                 | 其他設施       | 1920年代                         | 2017年4月24日                                               | 中正區常德街1號 | | （页面存档备份，存于）                        |
| 臺灣總督府臺北師範學校「創立三十周年紀念碑」                           |                                                 | 碑碣           | 1926年代                         | 2017年4月24日                                               | 中正區愛國西路1號- | | （页面存档备份，存于）                        |
| 菊元百貨店                                                             |                                                 | 其他設施       | 1930年代                         | 2017年5月15日                                               | 中正區博愛路150號 | | （页面存档备份，存于）                        |
| 中國電影製片廠-A攝影棚、錄音室                                         |                                                 | 產業           | 1950年代                         | 2017年6月3日                                                | 北投區中央北路二段400號 | | （页面存档备份，存于）                        |
| 立法院議場                                                             |                                                 | 衙署           | 1960年代                         | 2017年6月6日                                                | 中正區中山南路1號 | | （页面存档备份，存于）                        |
| 南港闕家祖厝「德成居」                                                 |                                                 | 宅第           | 日治時期                         | 2017年6月27日，2019年9月5日重新公告                         | 南港區研究院路一段120號 | | （页面存档备份，存于）                        |
| 福德爺長慶廟                                                           |                                                 | 寺廟           | 1890年代                         | 2017年7月5日                                                | 中正區晉江街34號 | | （页面存档备份，存于）                        |
| 北投陳氏祠堂                                                           |                                                 | 祠堂           | 1890年建1910年重修               | 2017年7月27日                                               | 北投區大同街12號 | | （页面存档备份，存于）                        |
| 國防醫學院附設學人新村暨愛德幼兒園                                     |                                                 | 宅第           | 1963年完工                       | 2017年8月10日                                               | 中正區汀州路三段24巷1號及3號；汀洲路三段24巷5弄1、3、13、15號；汀洲路三段24巷5弄5、7、11、19號；汀洲路三段24巷5弄2、4、6、8號；汀洲路三段24巷5弄17、1 | | （页面存档备份，存于）                        |
| 國立臺北科技大學一大川堂                                               |                                                 | 學校           | 1920年代                         | 2018年1月30日                                               | 大安區忠孝東路三段1號 | | （页面存档备份，存于）                        |
| 南京西路239巷14號店屋                                                  |                                                 | 宅第           | 1910年代                         | 2018年2月13日                                               | 大同區南京西路239巷14號店屋 | | （页面存档备份，存于）                        |
| 松山療養所宿舍                                                         |                                                 | 宅第           | 1930年代                         | 2018年2月21日                                               | 南港區昆陽街185號 | | （页面存档备份，存于）                        |
| 新北投車站                                                             |                                                 | 車站           | 1916年                           | 2018年5月30日                                               | 北投區七星街1號 | | （页面存档备份，存于）                        |
| 前三軍總醫院（十字樓暨附屬設施）                                       |                                                 | 其他設施       | 1968年                           | 2018年6月22日                                               | 中正區汀州路三段8號 | | （页面存档备份，存于）                        |
| 市長官邸                                                               |                                                 | 官邸           | 1940年                           | 2018年7月3日，變更/修正 2019年8月29日                       | 中正區徐州路44、46號 | | （页面存档备份，存于）                        |
| 復興武德精神堡壘                                                       |                                                 | 碑碣           | 民國45年                         | 2018年7月13日                                               | 北投區中央北路二段70號 | | （页面存档备份，存于）                        |
| 國民革命軍陣亡政工人員紀念碑                                           |                                                 | 碑碣           | 民國43年                         | 2018年7月13日                                               | 北投區中央北路二段70號 | | （页面存档备份，存于）                        |
| 潮州街55巷2、4、6號(林務局宿舍)                                        |                                                 | 宅第           | 日治時期                         | 2018年9月10日                                               | 大安區潮州街55巷2、4、6號 | | （页面存档备份，存于）                        |
| 蠶業改良場宿舍                                                         |                                                 | 宅第           | 1915年                           | 2018年10月15日                                              | 大安區羅斯福路四段119巷62、64號 | | （页面存档备份，存于）                        |
| 農業試驗所宿舍群                                                       |                                                 | 宅第           | 1915年                           | 2018年10月15日                                              | 大安區羅斯福路四段119巷70、74、76、92、94號及62弄3 號                                                                                                 | | （页面存档备份，存于）                        |
| 志生樓                                                                 |                                                 | 辦公廳舍       | 日治時期                         | 2018年11月9日                                               | 中山區中山北路三段22號（中山區中山段二小段40、4-68地號）                                                                                              | | （页面存档备份，存于）                        |
| 臺電中心倉庫－P庫廠房                                                  |                                                 | 倉庫           | 1963至1967年間                   | 2018年11月9日                                               | 南港區忠孝東路6段39號 | | （页面存档备份，存于）                        |
| 原臺北第二師範學校警衛室                                               |                                                 | 其他設施       | 日治時期                         | 2018年11月9日                                               | 大安區和平東路二段136巷19號 | | （页面存档备份，存于）                        |
| 迪化街1段130號店屋                                                     |                                                 | 宅第           | 清末時期                         | 2018年11月20日                                              | 大同區迪化街1段130號 | | （页面存档备份，存于）                        |
| 延平北路二段214號店屋                                                  |                                                 | 宅第           | 1920年代                         | 2018年12月28日                                              | 大同區延平北路二段214號 | | （页面存档备份，存于）                        |
| 中山國民小學（原宮前公學校）                                           |                                                 | 學校           | 日治時期至光復初期               | 2019年1月16日                                               | 中山區民權東路一段69號 | 範圍為校區內大智樓、大仁樓、大勇樓等三棟建築                                                       | （页面存档备份，存于）                        |
| 僑光堂                                                                 |                                                 | 集會堂         | 1967年                           | 2019年1月21日                                               | 大安區羅斯福路四段1號 | | （页面存档备份，存于）                        |
| 湖底路93號房舍                                                         |                                                 | 宅第           | 日治時期                         | 2019年2月26日                                               | 北投區湖底路93號 | | （页面存档备份，存于）                        |
| 亞洲水泥大樓                                                           |                                                 | 產業           | 1966年                           | 2019年4月23日                                               | 中正區寶慶路27號 | | （页面存档备份，存于）                        |
| 舊八甲庄郵便局                                                         |                                                 | 辦公廳舍       | 大正2年（1912年）                | 2019年5月7日                                                | 萬華區廣州街67號 | | （页面存档备份，存于）                        |
| 外交部辦公大樓                                                         |                                                 | 機關           | 前棟1971年，1985年增建後棟       | 2019年5月14日                                               | 中正區凱達格蘭大道2號 | | （页面存档备份，存于）                        |
| 雙園街79號                                                             |                                                 | 宅第           | 1950年代                         | 2019年6月13日                                               | 萬華區雙園街79號 | | （页面存档备份，存于）                        |
| 虹廬                                                                   |                                                 | 宅第           | 1964年                           | 2019年7月1日                                                | 大安區濟南路三段18號 | | （页面存档备份，存于）                        |
| 原臺灣總督府殖產局山林課單身宿舍                                       |                                                 | 宅第           | 日治時期                         | 2019年11月5日                                               | 大安區金山南路二段156巷28、30、30-1、30-2、30-3、32、32-1、32-2、32-3、32-4號                                                                         | 原公告名稱「金山南路二段156巷日式宿舍群」，2024年1月16日修改為「原臺灣總督府殖產局山林課單身宿舍」 | （页面存档备份，存于）                        |
| 原巴旅館澡堂                                                           |                                                 | 其他設施       | 1924年                           | 2019年11月27日                                              | 士林區陽明路1段12號 | | （页面存档备份，存于）                        |
| 萬華國中活動中心                                                       |                                                 | 學校           | 1950或1960年代興建               | 2019年12月16日                                              | 萬華區西藏路201號 | | （页面存档备份，存于）                        |
| 雙園小學健康樓                                                         |                                                 | 學校           | 約1935～45年間完成               | 2019年12月24日                                              | 萬華區莒光路315號 | | （页面存档备份，存于）                        |
| 六張犁高氏古厝                                                         |                                                 | 宅第           | 清代中葉                         | 2020年2月14日                                               | 大安區和平東路三段212巷39號、41號 | | （页面存档备份，存于）                        |
| 臺灣基督長老教會文山教會                                               |                                                 | 教會           | 1894年                           | 2020年3月9日                                                | 文山區開元街25號 | | （页面存档备份，存于）                        |
| 華山貨運站                                                             |                                                 | 車站           | 1930 年代                        | 2020年3月25日                                               | 中正區林森北路 27 號 | | （页面存档备份，存于）                        |
| 社子島中洲埔李宅                                                       |                                                 | 宅第           | 日治時期                         | 2020年4月8日                                                | 士林區延平北路九段92巷15號 | | （页面存档备份，存于）                        |
| 社子島下溪砂尾陳家祖厝                                                 |                                                 | 宅第           | 日治時期                         | 2020年4月8日                                                | 士林區延平北路八段242巷46號 | | （页面存档备份，存于）                        |
| 社子島頂溪砂尾陳宅                                                     |                                                 | 宅第           | 日治時期                         | 2020年4月8日                                                | 士林區延平北路八段55巷13、15號 | | （页面存档备份，存于）                        |
| 社子島溪洲底街屋                                                       |                                                 | 宅第           | 日治時期                         | 2020年4月8日                                                | 士林區延平北路七段101巷32、34號 | | （页面存档备份，存于）                        |
| 社子島善居室                                                           |                                                 | 宅第           | 日治時期                         | 2020年4月8日                                                | 士林區延平北路七段63巷12弄5號 | | （页面存档备份，存于）                        |
| 社子島溪洲底王宅                                                       |                                                 | 宅第           | 日治時期                         | 2020年4月8日                                                | 士林區延平北路七段106巷24、26、26-1、28、30號 | | （页面存档备份，存于）                        |
| 社子島溪州底郭宅                                                       |                                                 | 宅第           | 日治時期                         | 2020年4月8日                                                | 士林區延平北路七段106巷34、36號 | | （页面存档备份，存于）                        |
| 迪化街一段132號店屋                                                    |                                                 | 宅第           | 1910年                           | 2020年4月17日                                               | 大同區迪化街一段132號 | | （页面存档备份，存于）                        |
| 迪化街一段329號店屋                                                    |                                                 | 宅第           | 日治時期                         | 2020年4月28日                                               | 大同區迪化街一段329號 | | （页面存档备份，存于）                        |
| 迪化街一段372號店屋                                                    |                                                 | 宅第           | 1923年                           | 2020年4月30日                                               | 大同區迪化街一段372號 | | （页面存档备份，存于）                        |
| 安西街9巷4、6、7號店屋                                                 |                                                 | 宅第           | 1930年                           | 2020年6月9日                                                | 大同區安西街9巷4、6、7號店屋 | | （页面存档备份，存于）                        |
| 原臺灣土木建築協會                                                     |                                                 | 辦公廳舍       | 日治時期                         | 2020年5月29日                                               | 中正區延平南路84巷2號 | | （页面存档备份，存于）                        |
| 忠孝西路二段9號                                                        |                                                 | 宅第           | 日治時期                         | 2020年6月1日                                                | 大同區忠孝西路二段9號 | | （页面存档备份，存于）                        |
| 忠孝西路二段13號                                                       |                                                 | 宅第           | 日治時期                         | 2020年6月1日                                                | 大同區忠孝西路二段13號 | | （页面存档备份，存于）                        |
| 鄭州路26巷7號                                                          |                                                 | 機關、集會堂   | 日治時期                         | 2020年6月1日                                                | 大同區鄭州路26巷7號 | | （页面存档备份，存于）                        |
| 西寧北路1巷2號                                                         |                                                 | 宅第           | 1932年                           | 2020年6月1日                                                | 大同區西寧北路1巷2號 | | （页面存档备份，存于）                        |
| 沅陵街42號店屋                                                         |                                                 | 宅第           | 1912-1917年                      | 2020年7月2日                                                | 中正區沅陵街42號 | | （页面存档备份，存于）                        |
| 國立政治大學「四維堂」、「果夫樓」、「志希樓」                         |                                                 | 學校           | 1957年                           | 2020年7月13日                                               | 文山區指南路二段64號 | | （页面存档备份，存于）                        |
| 永樂國小（原永樂公學校）校舍                                           |                                                 | 學校           | 1936年                           | 2020年8月10日                                               | 大同區延平北路二段266號 | 感恩樓、合作樓、創新樓為歷史建築。                                                                 | （页面存档备份，存于）                        |
| 國立故宮博物院                                                         |                                                 | 博物館         | 民國54年(1965年)                 | 2020年10月26日                                              | 士林區至善路2段221號 | | （页面存档备份，存于）                        |
| 東門國小忠孝樓、仁愛樓                                                 |                                                 | 學校           | 1933年                           | 2020年11月16日                                              | 中正區仁愛路2之4號 | | （页面存档备份，存于）                        |
| 國立臺灣師範大學附屬高級中學「舊北樓」                                 |                                                 | 學校           | 民國39年(1950年)                 | 2020年11月17日                                              | 大安區信義路3段143號 | | （页面存档备份，存于）                        |
| 華亭街31號店屋                                                         |                                                 | 宅第           | 日治時期                         | 2020年11月24日                                              | 大同區華亭街31號 | | （页面存档备份，存于）                        |
| 原臺灣重要物資營團                                                     |                                                 | 辦公廳舍       | 1940年                           | 2020年12月3日                                               | 中正區忠孝東路二段1號 | | （页面存档备份，存于）                        |
| 安西街2、4、6號店屋                                                    |                                                 | 宅第           | 1930年                           | 2021年1月19日                                               | 大同區安西街2、4、6號 | | （页面存档备份，存于）                        |
| 新生街5號、7號、9號                                                    |                                                 | 宅第           | 日治時期                         | 2021年2月23日                                               | 北投區新生街5號、7號、9號 | | （页面存档备份，存于）                        |
| 新慶利碾米廠                                                           |                                                 | 宅第           | 1930年代                         | 2021年4月6日                                                | 大同區迪化街1段257號 | | （页面存档备份，存于）                        |
| 延平北路二段70號店屋                                                   |                                                 | 宅第           | 大正12年（1923年）               | 2021年4月6日                                                | 大同區延平北路二段70號 | | （页面存档备份，存于）                        |
| 迪化街一段121號店屋                                                    |                                                 | 宅第           | 1930年代                         | 2021年1月21日                                               | 大同區迪化街1段121號 | | （页面存档备份，存于）                        |
| 迪化街一段98號店屋                                                     |                                                 | 宅第           | 1930年代                         | 2021年1月21日                                               | 大同區迪化街1段98號 | | （页面存档备份，存于）                        |
| 傅斯年圖書館                                                           |                                                 | 辦公廳舍       | 民國48年                         | 2021年5月4日                                                | 南港區研究院路2段130號 | | （页面存档备份，存于）                        |
| 內湖郭氏墓                                                             |                                                 | 墓葬           | 清代時期                         | 2021年5月4日                                                | 內湖區內湖路1段91巷底 | | （页面存档备份，存于）                        |
| 七星郡役所（現立法院青島第二會館）                                     |                                                 | 辦公廳舍       | 昭和2年(1927)                    | 2021年5月7日                                                | 中正區青島東路10號 | | （页面存档备份，存于）                        |
| 延平北路二段6、8號店屋                                                 |                                                 | 宅第           | 大正4年(西元1915年)              | 2021年5月31日                                               | 大同區延平北路二段6、8號 | | （页面存档备份，存于）                        |
| 迪化街一段256號店屋                                                    |                                                 | 宅第           |                                  | 2021年11月2日                                               | 大同區迪化街一段256號 | 阿嬤家-和平與女性人權館原址                                                                        | （页面存档备份，存于）                        |
| 南京西路261號店屋                                                      |                                                 | 宅第           | 1930-1935年間                    | 2021年9月8日                                                | 大同區南京西路261號 | | （页面存档备份，存于）                        |
| 士林紙廠                                                               |                                                 | 產業           | 1918年（大正8年）                | 2021年11月10日                                              | 士林區福德路31號 | | （页面存档备份，存于）                        |
| 介壽堂                                                                 |                                                 | 其他設施       | 日治時期                         | 2021年11月22日                                              | 北投區陽明路二段15號 | | （页面存档备份，存于）                        |
| 梨洲樓                                                                 |                                                 | 其他設施       | 日治時期                         | 2021年11月22日                                              | 北投區陽明路二段15號 | | （页面存档备份，存于）                        |
| 舜水樓                                                                 |                                                 | 其他設施       | 日治時期                         | 2021年11月22日                                              | 北投區陽明路二段15號 | | （页面存档备份，存于）                        |
| 八卦升旗臺                                                             |                                                 | 其他設施       | 日治時期                         | 2021年11月22日                                              | 北投區陽明路二段15號 | | （页面存档备份，存于）                        |
| 草山林間學校駁坎                                                       |                                                 | 其他設施       | 日治時期                         | 2021年11月22日                                              | 北投區陽明路二段15號 | | （页面存档备份，存于）                        |
| 原枋隙教會                                                             |                                                 | 教會           | 清代時期                         | 2021年11月23日                                              | 大同區迪化街2段67號 | 依文化部公告，以清代時期原建造之建物為範圍，其他增建部分未包含在內。                               | （页面存档备份，存于）                        |
| 迪化街1段349號店屋                                                     |                                                 | 宅第           | 清代時期                         | 2021年11月24日                                              | 大同區迪化街1段349號 | | （页面存档备份，存于）                        |
| 大同區南京西路257號店屋                                                |                                                 | 宅第           | 1947年                           | 2022年2月9日                                                | 大同區南京西路257號 | | （页面存档备份，存于）                        |
| 新園街3號                                                              |                                                 | 宅第           | 約建於 1930 年之前               | 2022年3月7日                                                | 士林區新園街3號 | | （页面存档备份，存于）                        |
| 艋舺集義宮                                                             |                                                 | 寺廟           | 日治時期                         | 2022年3月15日                                               | 萬華區康定路249號 | | （页面存档备份，存于）                        |
| 中正區牯嶺街5巷4、6號                                                  |                                                 | 宅第           | 日治時期                         | 2022年3月15日                                               | 中正區牯嶺街5巷4、6號 | | （页面存档备份，存于）                        |
| 北投育成中心(溫泉路119號)                                              |                                                 | 宅第           | 日治時期                         | 2022年3月16日                                               | 北投區溫泉路119號（ A 棟、 B 棟） | | （页面存档备份，存于）                        |
| 臺灣大學醫學院舊藥學館                                                 |                                                 | 學校           | 日治時期                         | 2022年3月18日                                               | 中正區徐州路2之5號 | | （页面存档备份，存于）                        |
| 中山女子高級中學校門、大禮堂                                           |                                                 | 學校           | 日治時期                         | 2022年3月31日                                               | 中山區長安東路2段141號 | | （页面存档备份，存于）                        |
| 新生南路三段16巷3、3-1號日式宿舍                                       |                                                 | 宅第           | 1935年                           | 2022年5月30日                                               | 大安區新生南路三段16巷3、3-1號 | | （页面存档备份，存于）                        |
| 迪化街1段84號店屋                                                      |                                                 | 宅第           | 日治時期                         | 2022年6月9日                                                | 大同區迪化街1段84號 | | （页面存档备份，存于）                        |
| 迪化街1段114號店屋                                                     |                                                 | 宅第           | 日治時期                         | 2022年6月8日                                                | 大同區迪化街1段114號 | | （页面存档备份，存于）                        |
| 迪化街1段87號                                                          |                                                 | 宅第           | 日治時期                         | 2022年6月8日                                                | 大同區迪化街1段87號 | | （页面存档备份，存于）                        |
| 迪化街1段116號店屋                                                     |                                                 | 宅第           | 日治時期                         | 2022年6月15日                                               | 大同區迪化街1段116號店屋 | | （页面存档备份，存于）                        |
| 延平北路2段199號店屋                                                   |                                                 | 宅第           | 日治時期                         | 2022年6月23日                                               | 大同區延平北路2段199號 | | （页面存档备份，存于）                        |
| 迪化街1段284號店屋                                                     |                                                 | 宅第           | 日治時期                         | 2022年7月4日                                                | 大同區迪化街1段284號 | | （页面存档备份，存于）                        |
| 安西街1巷11號                                                          |                                                 | 宅第           | 日治時期                         | 2022年7月8日                                                | 大同區安西街1巷11號 | | （页面存档备份，存于）                        |
| 迪化街一段109號店屋                                                    |                                                 | 宅第           | 日治時期                         | 2022年7月8日                                                | 大同區迪化街一段109號 | | （页面存档备份，存于）                        |
| 甘谷街48號店屋                                                         |                                                 | 宅第           | 日治時期                         | 2022年7月11日                                               | 大同區甘谷街48號 | | （页面存档备份，存于）                        |
| 新生南路一段160巷16號日式宿舍                                          |                                                 | 宅第           | 日治時期                         | 2022年7月21日                                               | 中正區新生南路一段160巷16號 | | （页面存档备份，存于）                        |
| 新生南路一段170巷19號日式宿舍                                          |                                                 | 宅第           | 日治時期                         | 2022年7月21日                                               | 中正區新生南路一段170巷19號 | | （页面存档备份，存于）                        |
| 迪化街二段374號                                                        |                                                 | 宅第           | 日治時期                         | 2022年9月19日                                               | 大同區迪化街二段374號 | | （页面存档备份，存于）                        |
| 和平東路2段18巷10號                                                    |                                                 | 宅第           | 日治時期                         | 2022年9月26日                                               | 大安區和平東路2段18巷10號 | | （页面存档备份，存于）                        |
| 原馬場町區會講習堂與事務所                                             |                                                 | 集會堂         | 日治時期                         | 2022年10月13日                                              | 中正區寧波西街183號 | | （页面存档备份，存于）                        |
| 民樂街58號店屋                                                         |                                                 | 宅第           | 民國57年                         | 2022年11月8日                                               | 大同區民樂街58號 | | （页面存档备份，存于）                        |
| 青田街11巷1號                                                          |                                                 | 宅第           | 日治時期                         | 2022年12月8日                                               | 大安區青田街11巷1號 | | （页面存档备份，存于）                        |
| 廣州街200號(仁濟醫院)                                                  |                                                 | 醫院           | 1950 年代                        | 2022年12月20日                                              | 萬華區廣州街200號 | | （页面存档备份，存于）                        |
| 青田街6巷3號日式宿舍                                                   |                                                 | 宅第           | 日治時期                         | 2023年1月17日                                               | 大安區青田街6巷3號 | | （页面存档备份，存于）                        |
| 青田街8巷12號日式宿舍                                                  |                                                 | 宅第           | 日治時期                         | 2023年1月16日                                               | 大安區青田街8巷12號 | | （页面存档备份，存于）                        |
| 迪化街1段148號店屋                                                     |                                                 | 宅第           | 日治時期                         | 2023年3月6日                                                | 大同區迪化街1段148號 | | （页面存档备份，存于）                        |
| 黃成金墓園                                                             |                                                 | 墓葬           | 1972年                           | 2023年3月23日                                               | 士林區建業路73巷6號 | | （页面存档备份，存于）                        |
| 陽明醫院舊址牆面                                                       |                                                 | 醫院           | 日治時期                         | 2023年4月6日                                                | 北投區建國街5號 | | （页面存档备份，存于）                        |
| 溫州街22巷6、8號                                                       |                                                 | 宅第           | 日治時期                         | 2023年4月9日                                                | 大安區溫州街22巷6、8號 | | （页面存档备份，存于）                        |
| 臨沂街65巷11號                                                         |                                                 | 宅第           | 日治時期                         | 2023年4月27日                                               | 中正區臨沂街65巷11號 | | （页面存档备份，存于）                        |
| 安西街21巷1號                                                          |                                                 | 宅第           | 日治時期                         | 2023年5月15日                                               | 大同區安西街21巷1號 | | （页面存档备份，存于）                        |
| 同安街28巷1號日式宿舍                                                  |                                                 | 宅第           | 日治時期                         | 2023年5月31日                                               | 中正區同安街28巷1號 | | （页面存档备份，存于）                        |
| 博愛路132號店屋                                                        |                                                 | 其他設施       | 日治時期                         | 2023年7月4日                                                | 中正區博愛路132號 | | （页面存档备份，存于）                        |
| 博愛路93號店屋（原近藤商會店鋪）                                       |                                                 | 其他設施       | 日治時期                         | 2023年7月7日                                                | 中正區博愛路93號 | | （页面存档备份，存于）                        |
| 貴陽街二段117號店屋                                                    |                                                 | 商店,宅第      | 日治時期                         | 2024年1月23日                                               | 萬華區貴陽街二段117號 | | （页面存档备份，存于）                        |
| 貴陽街二段119號店屋                                                    |                                                 | 商店,宅第      | 日治時期                         | 2024年1月23日                                               | 萬華區貴陽街二段119號 | | （页面存档备份，存于）                        |
| 康定路85號店屋（原慈惠醫院）                                           |                                                 | 商店,醫院,宅第 | 日治時期                         | 2024年1月23日                                               | 萬華區康定路85號 | | （页面存档备份，存于）                        |
| 衡陽路33號店屋                                                         |                                                 | 商店           | 日治時期                         | 2024年1月30日                                               | 中正區衡陽路33號 | | （页面存档备份，存于）                        |
| 臺灣大學化學工程館                                                     |                                                 | 學校           | 1962年                           | 2024年4月10日                                               | 大安區羅斯福路四段1號 | | （页面存档备份，存于）                        |

## 外部連結
- 文化資產查詢，文化部文化資產局
- 文化資產 （页面存档备份，存于），臺北市政府文化局

## 文獻
1. 1 2  梁珮綺. . 中央社. 2020-05-25. （原始内容存档于2021-04-11）.
2. ↑  Steven. . GEmVG Blog.   [2024-09-20]. （原始内容存档于2024-09-20）.